# 威廉·赖希

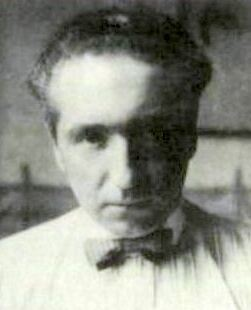
威廉·赖希

威廉·赖希（德語：Wilhelm Reich；1897年3月24日—1957年11月3日），生于奥匈帝國杜布薩烏（現烏克蘭），美国心理学家，心理分析家，以提出極具爭議的理論而聞名，他主張性高潮會產生「生命力」。他属于法兰克福学派，是弗洛伊德馬克思主義的代表人物。

## 生平
威廉·賴希出生於烏克蘭，1918年，進入維也納大學學習法律，不久轉到醫學院學習醫學。1922年，獲醫學博士學位。1928年，賴希加入奧地利共產黨。
賴希宣稱自己非常性早熟，在四歲時已知道性關係，在十二歲時，他的媽媽因心情長期鬱悶，而和家庭教師發生不倫戀，他把此事告訴父親，最終導致他媽媽飲用清潔劑自殺。此後，賴希對性的需求十分大，甚至有傳他經常在妓院出沒。
1922年，賴希到維也納醫學院讀書，遇見了佛洛依德，佛洛依德的理論著重性對人心理的關係，賴希被他的理論吸引，隨後出板書籍《性高潮的作用》（The Function of Orgasm）提出比佛洛依德更激進的性觀念，認為人的主要動力為性，並大力支持堕胎、避孕、青少年可以發生性交等激進的性觀念。
與佛洛依德分道揚镳並搬到德國之後，他曾經一度公開支持共產主義，甚至在1929年一度造訪蘇聯。在1933年因出版《法西斯主義群眾心理》（The mass Psychology of Fascism）一書而被迫逃到挪威，躲避納粹，並在當地繼續性的研究，他在實驗中測試男女在親吻時性器官的電流反應，引起爭議，有人指控他讓心理病患者性交做實驗，1937年有另一位科學家霍夫曼（Wilhelm Hoffman）曾用電流刺激精神分裂患者作研究。挪威的媒體把他們兩人的研究混為一談。
1939年，他逃到美國，在緬因州買了一塊地定居，命名為歐加農（Organon）並發展出一套理論，他主張所有疾病都是因為生命力流動受阻，而生命力在宇宙流動，並且可由他發明的「積存箱」收集（而實際上「積存箱」只是一個本盒，內裏裝了金屬板）。他把「積存箱」，賣給醫師賺錢，同時大搞陰謀論，聲稱美國聯邦食品藥物管理局和主流醫學同流合汙，攻擊他的理論。當時的美國彌漫著反共情緒而賴希本人曾支持共產主義，再加上他公開提倡被認為是傷風敗俗的性觀念，使他成為一位充滿爭議性的人物。作家罗伯特·卡靈頓甚至聲稱賴希患有躁狂症。在1954年，賴希被禁售「積存箱」，出版的書也被禁。在1956年，一名工人把「積存箱」搬越了州界線，觸犯了法例，賴希因藐視法庭被判監兩年。1957年3月，賴希入獄，幾個月後因心臟衰竭在獄中去世。

## 学术思想
威廉·赖希思想综合弗洛伊德主义与马克思主义，提出了“弗洛伊德马克思主义”体系。

## 主要著作
- 《性道德的突破》：1932
- 《性格分析》：1933
- 《法西斯主义的群众心理学》：1933
- 《文化斗争中的性行为》：1936
- 《听吧！小人儿》